# Марк (апостол от 70)
Марк (греч. Μάρκος) — апостол от семидесяти, спутник апостолов Павла и Варнавы. Упоминается в списках апостолов у Дорофея, Адона и Димитрия Ростовского.
Кроме него с таким именем в списках апостолов, прологах и сборниках житий упоминаются евангелист Марк и Марк-Иоанн (племянник апостола Варнавы). Подавляющее большинство современных исследователей[кто?] убеждены, что упоминания в Новом Завете Марка (спутника Павла и Варнавы) и Марка, называемого Иоанном, относятся к одному и тому же лицу, а малодостоверные различения трёх Марков возникли лишь в позднем церковном предании. Эти доводы основаны на том, что в книги Апостольских деяний неоднократно указывается, что именно Марк, племянник Варнавы, был спутником своего дяди и Павла (Деян. 15:37, 13:5).
В православии память Марка-Иоанна совершается 12 ноября (30 октября по старому стилю) и 17 января (4 января по старому стилю) в день Собора Апостолов от семидесяти, в католицизме — 27 сентября.